# S-type planetoïde

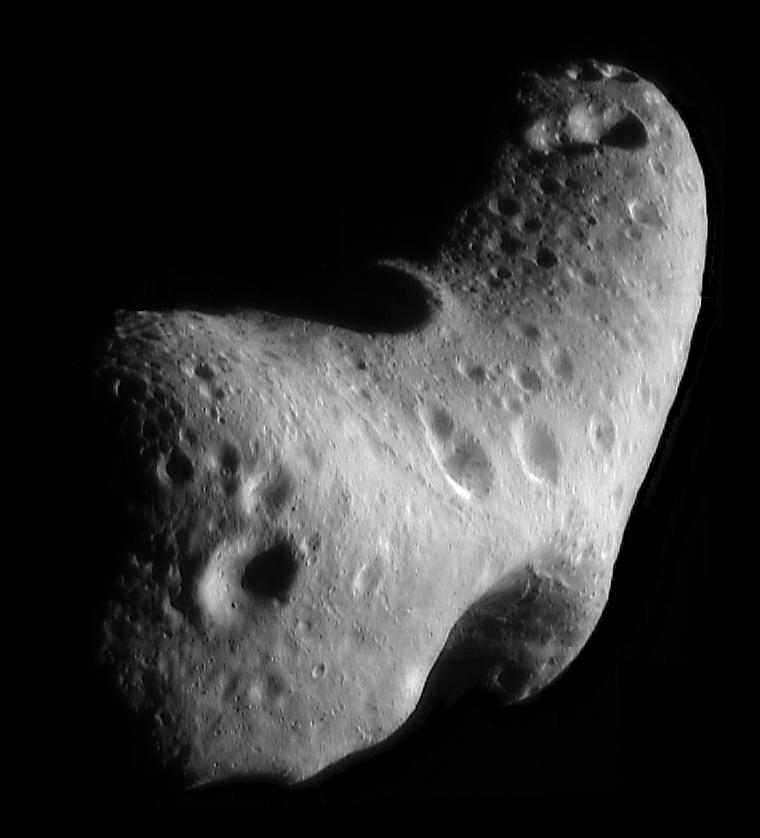
433 Eros, een S-type planetoïde.

S-klasse planetoïden zijn steenachtige siliciumhoudende planetoïden die bestaan uit silicaten van ijzer en magnesium in een mengsel van nikkel en ijzer. Ze vormen naar schatting 17% van alle planetoïden in het zonnestelsel en zijn daarmee na de 75% in de C-klasse de meest voorkomende soort. Ze zijn relatief sterk reflecterend met een albedo tussen 0,10 en 0,22.
Aan de binnenzijde van de hoofdgordel tot 2,2 AU zijn ze dominant, maar meer naar buiten toe worden ze steeds zeldzamer. Voorbij 3 AU zijn ze nauwelijks nog te vinden.

## Spectrum
Ondanks waarschijnlijk grote onderlinge verschillen is het spectrum van de S-types duidelijk onderscheiden van de koolstofhoudende C- en de meestal metalen X-types. Hun spectraalklasse kenmerkt zich door een matig steile helling bij golflengtes korter dan  0,7 µm en matige tot zwakke absorptie rond 1 en 2 µm. De absorptie bij 1 micrometer wijst op de aanwezigheid van silicaten. Vaak is er ook een brede, ondiepe absorptielijn rond 0,63 µm. De samenstelling van S-type planetoïden komt overeen met een verscheidenheid aan meteorieten die vergelijkbare spectraallijnen laten zien.

## Voorbeelden
De grootste exemplaren van dit type in de hoofdgordel zijn (15) Eunomia (330 km op zijn langst), (3) Juno, (29) Amphitrite en (532) Herculina, (7) Iris (met een gemiddelde diameter van circa 200 km en een helderheid die rond +7,0 kan schommelen) en (9) Metis (gemiddeld 190 km en een magnitude die kan pieken op +8,1). Deze zijn onder gunstige weersomstandigheden met een goede verrekijker te zien. Na de buitenissige Vesta is Iris meestal de helderste planetoïde aan het firmament.